# Cattedrale di Wakefield
La cattedrale di Wakefield (cattedrale di Tutti i Santi, in inglese Cathedral Church of All Saints) è stata la chiesa principale della diocesi anglicana di Wakefield, nel West Yorkshire (Inghilterra), del 1888 al 2014.
Costruita sul luogo di una chiesa anglosassone, divenne cattedrale nel 1888 alla creazione della Diocesi di Wakefield. Questa diocesi fu abolita nel 2014 e unita con Bradford e Ripon per formare la Diocesi anglicana di Leeds; quindi, la cattedrale di Wakefield è divenuta una concattedrale.